# Oudenodon
Oudenodon és un gènere extint de sinàpsids que visqueren durant el Permià mitjà i superior al sud d'Àfrica. Se n'han descrit diverses espècies. O. bainii i O. grandis foren descoberts a Sud-àfrica, mentre que O. sakamenensis és l'únic teràpsid del Permià trobat a Madagascar. Es tracta del gènere tipus de la família dels udenodòntids. El nom genèric Oudenodon deriva dels mots grecs antics οὐδείς (udis), que significa ‘cap’, i ὀδών (odon), que significa ‘dent’, i en el seu conjunt vol dir ‘sense dents’.